# Smilov (zámek)
Zámek Smilov stojí ve vsi Smilov, dnes části městyse Štoky.

## Historie

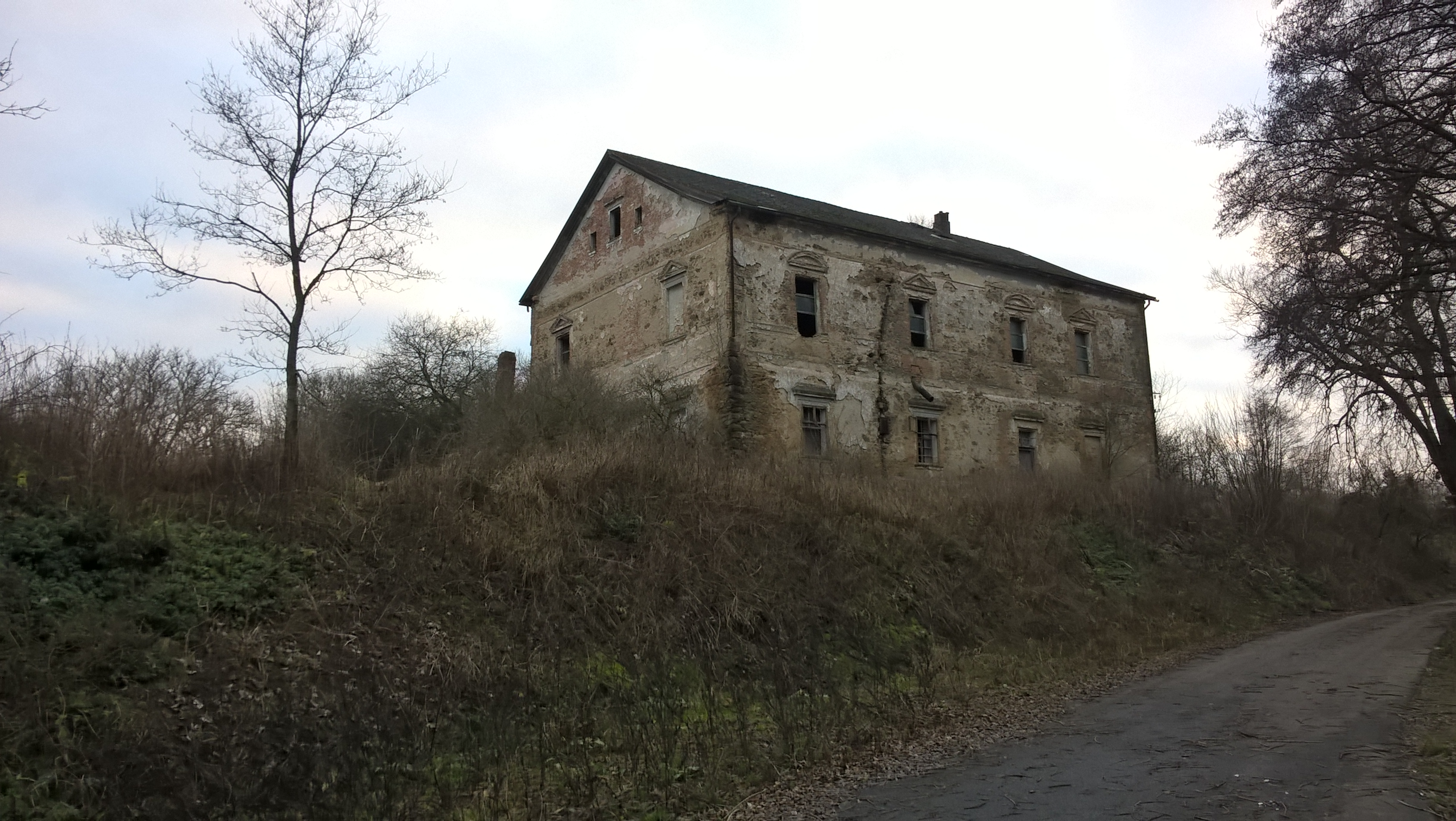
Pohled na zdevastovaný zámek ve vesnici Smilov na Vysočině.

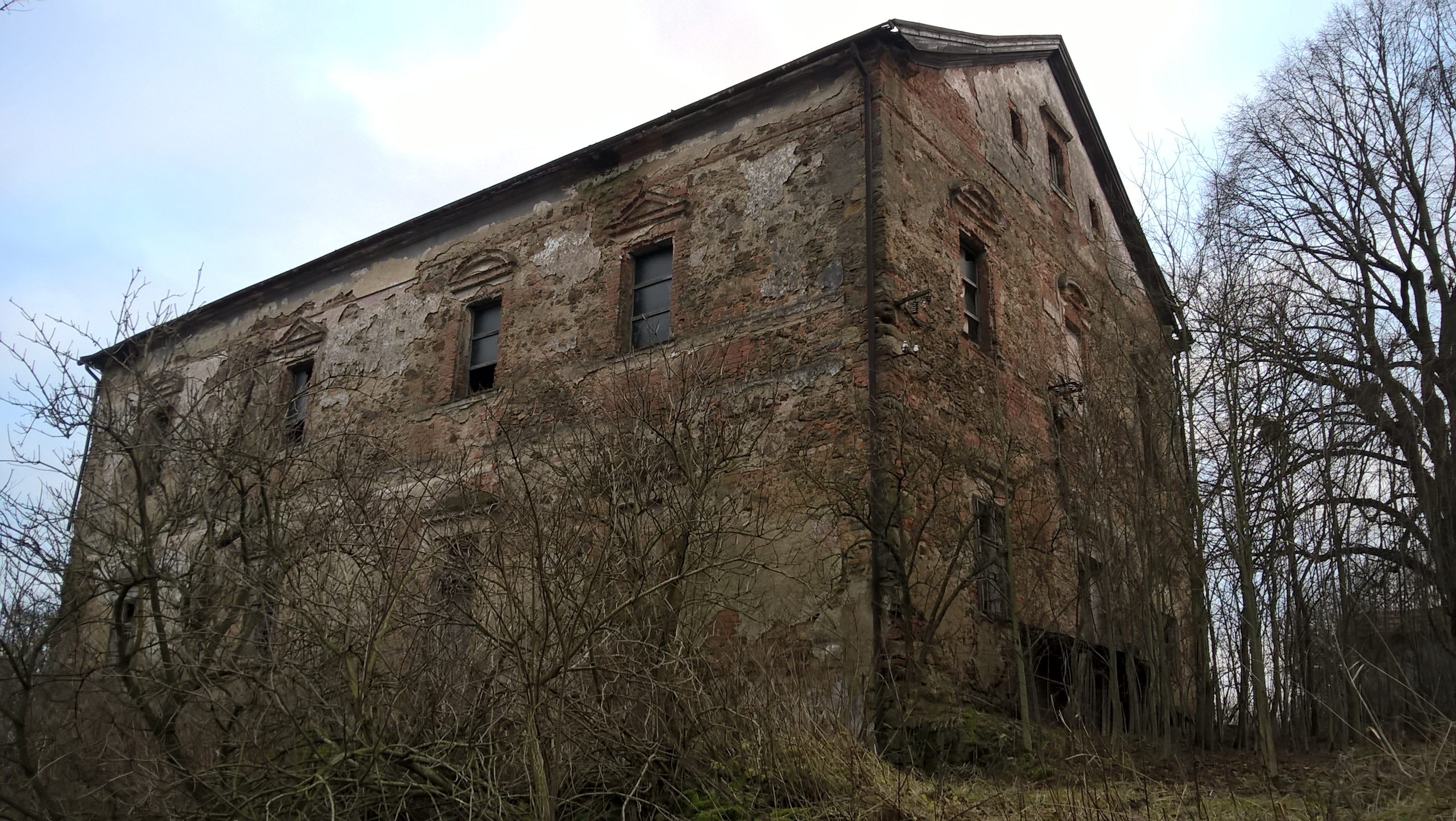
Pohled na zdevastovaný zámek ve vesnici Smilov na Vysočině.

Ves nechali někdy před rokem 1308 založit Lichtemburkové, ovšem v této době zde panské sídlo ještě nestálo. Část vsi v té době navíc patřila i sedleckému klášteru. V pozdějších letech zde vznikl samostatný statek v majetku Jana Štěrby, jehož součástí patrně byla i tvrz. V roce 1390 je zmiňován Hynek ze Smilova a v roce 1393 Epík ze Smilova. V roce 1407 za Majnuše ze Smilova došlo ke zpustošení vsi. Zda v té době zanikla i smilovská tvrz nebo k tomu došlo až v pozdějších letech, není známo. Další majitelé statku nejsou známi, teprve ve druhé polovině 16. století, přesněji k roku 1566, se objevuje Jan Šmolovský ze Šmolova. Někdy v této době patrně došlo k obnovení tvrze. Jan Šmolovský v roce 1575 umírá a statek s tvrzí zdědila jeho manželka Anna Dobřenská z Dobřenic, která jej odkázala svému druhému manželovi Kryštofu Vojkovskému z Milhostic. Od něj jej v roce 1594 odkoupil Pavel Mitrovský z Nemyšle, majitel nedalekého statku Jitkov. Poté došlo k rychlému střídání majitelů. Po Pavlově smrti statek zdědila jeho druhá manželka Johanka z Kaříšova, od ní v roce 1615 statek získává její dcera Kateřina, manželka Jaroslava staršího Čbánovského ze Čbánova. Po ní statek zdědila její dcera Dornička, ale už v roce 1628 statek odkoupil jihlavský rychtář Jan Heidler z Bukové a připojil jej k panství Střítež. Co se týká tvrze, tak zde se prameny rozcházejí, neboť k roku 1651 je opět uváděn pouze poplužní dvůr.
V roce 1680 umírá Ferdinand Arnošt Heidler a statek získávají Pachtové z Rájova a ze Smilova vytvořili samostatný statek. Později se dostal do majetku Augustina Arnošta Schönowetze z Ungarswerthu, který v roce 1701 nechal na místě tvrze vystavět (či tvrz přestavět na) barokní zámeček. V roce 1725 statek odkoupili Sinzendorfové a připojili jej ke štockému panství. Následovalo další období rychlého střídání majitelů. V roce 1736 byl ve vlastnictví Filipa Ludvíka Pachty z Rájova, následně litoměřického biskupa Mořice Adolfa Karla Saského a od roku 1755 Josefa Karla Palm-Guldenfingena. jeho potomci panství zadlužili a tak jej v roce 1841 v dražbě zakoupil Karel Antonín Hohenzollern-Sigmaringen, jehož nástupci Leopold a Vilém nechali na konci 19. století provést drobné úpravy.
V roce 1925 po pozemkové reformě ho jako zbytkový statek odkoupil statkář Václav Skřivan a ve vlastnictví statkářů zůstal až do znárodnění po roce 1948. Následně přešlo do majetku JZD Štoky, které do jeho prostor umístilo byty pro zaměstnance a kancelář, ovšem neinvestovalo do nezbytných oprav. Po roce 1989 získali zámek zpět původní majitelé. Dnes je zámecká budova značně zchátralá. Dlouhá léta chtěl majitel nechat objekt strhnout, nicméně v roce 2016 se patrně rozhodl pro záchranu zámku.

## Zajímavosti
- Narodil se zde průkopník světové avantgardní fotografie Jaroslav Rössler.